# Carl Theodor Reiffenstein

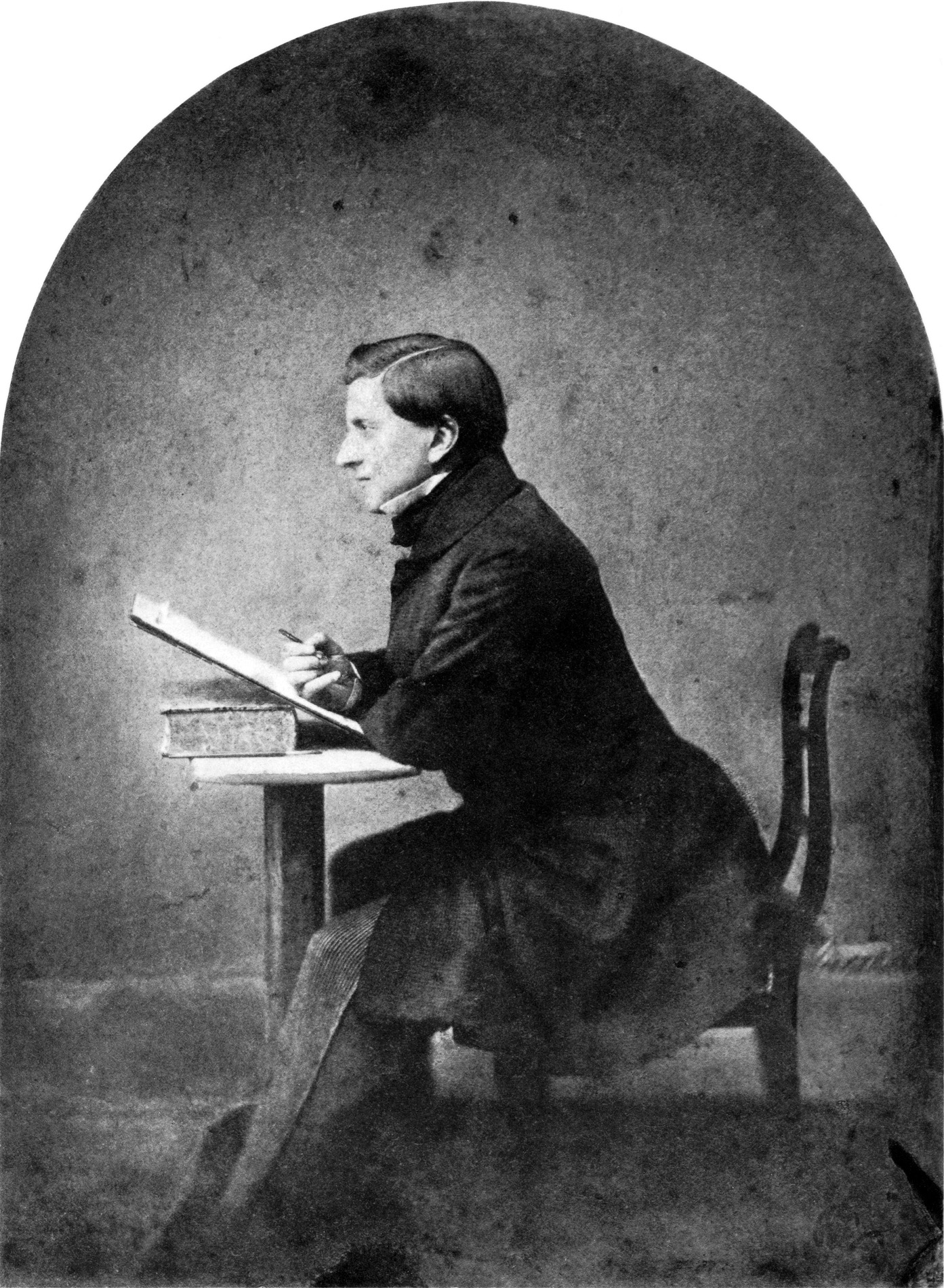
Carl Theodor Reiffenstein, um 1848
(Kalotypie von Fritz und Julie Vogel)

Carl Theodor Reiffenstein (* 12. Januar 1820 in Frankfurt am Main; † 6. Dezember 1893 ebenda) war ein deutscher Architektur- und Landschaftsmaler der Romantik. Seine Aufzeichnungen und Bilder sind die mit Abstand wertvollste Quelle für das Leben in der Frankfurter Altstadt im 19. Jahrhundert und der seitdem eingetretenen Veränderungen.

## Leben

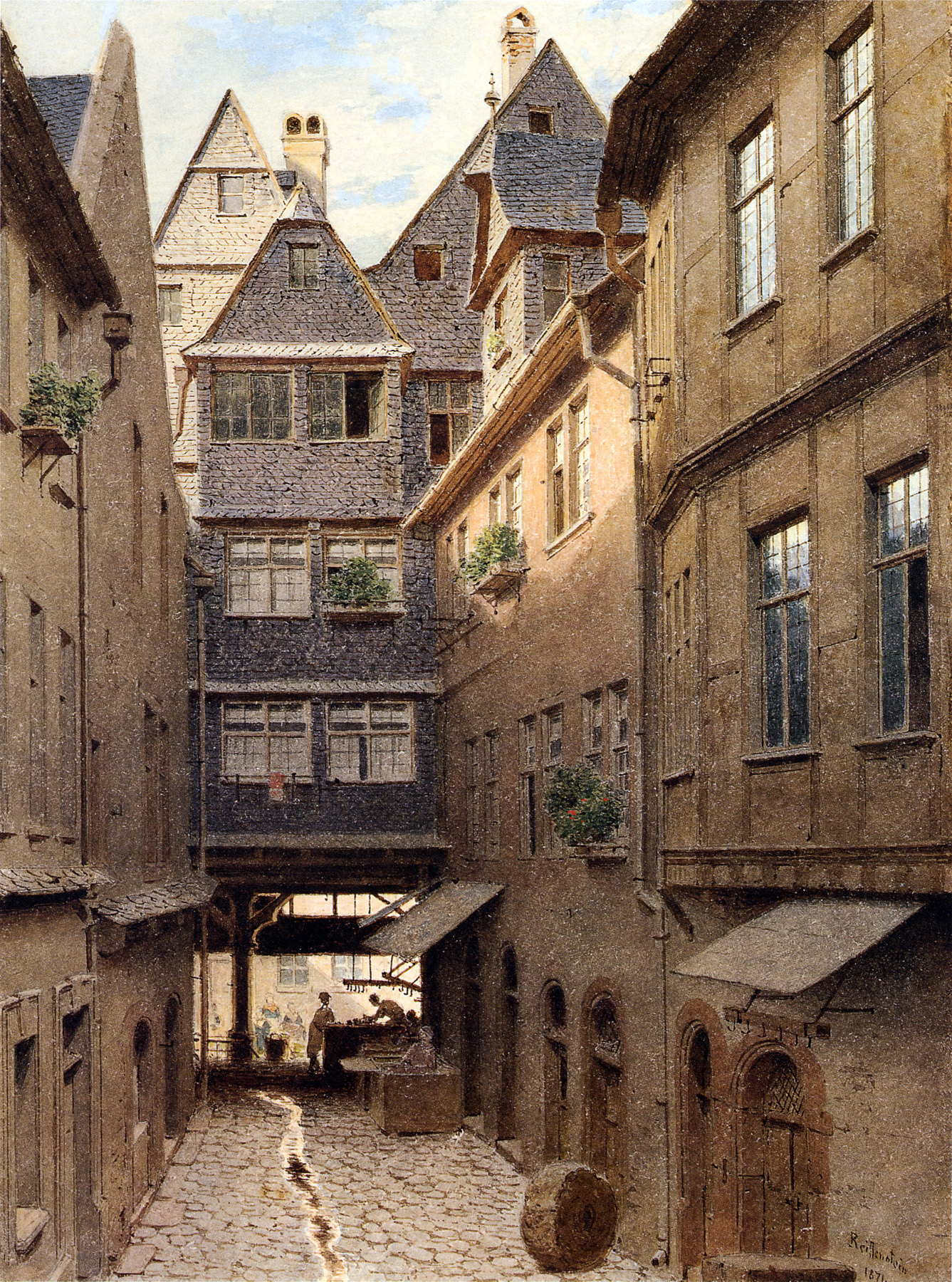
Tuchgaden (1871)
(Aquarell)

Carl Theodor Reiffenstein stammte aus einer seit 1582 in Frankfurt am Main nachweisbaren Familie. Seine Eltern waren der Bierbrauer Johann Gerhard Reiffenstein (1774–1843) und dessen Ehefrau Anna Maria, geborene Hoffmann (1782–1847). Sein Elternhaus war das Haus Graubengasse 18, genannt Kommelbecher, das somit fast genau in der Mitte des 1719 beim Großen Christenbrand zerstörten und kurz danach wieder aufgebauten Gebietes der Frankfurter Altstadt lag. Auch seine Kindheit und Jugend – er selbst gab an, bis zum 23. Lebensjahr im Elternhaus gewohnt zu haben – verbrachte Reiffenstein fast ausschließlich in diesem damals noch mittelalterlich geprägten Teil der Stadt.
Sein Vater, der ein Wirtshaus betrieb, wünschte sich seinen Sohn als Nachfolger. Dieser zeigte jedoch schon früh Interesse an einer künstlerischen Ausbildung und hatte ersten Zeichenunterricht schon in jungen Jahren bei dem Dekorations- und Zimmermaler Falk aus Lübeck, der zeitweilig in seinem Elternhaus wohnte. 1828 unternahm er mit dem jungen Reiffenstein dessen erste Reise überhaupt, die über den Main nach Höchst, von hier via Hofheim und Lorsbach schließlich nach Eppstein führte, und ihm laut seinen Lebenserinnerungen „mehr als alles andere vielleicht den Anstoß zur Malerei“ gab.

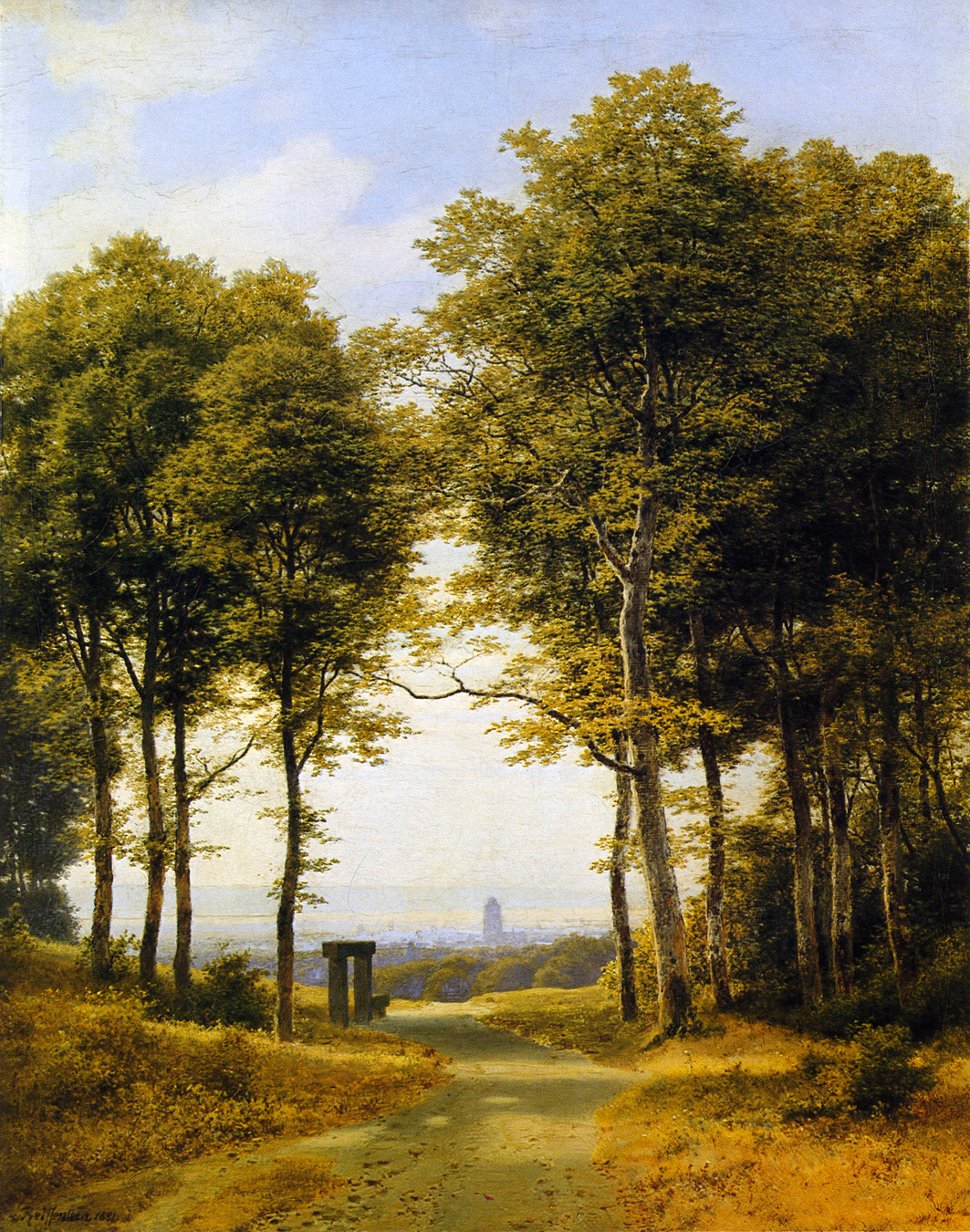
Frankfurter Stadtwald (1881)
(Ölgemälde auf Leinwand)

Nach einem zweijährigen Grundschulbesuch im Haus Zeil 25 kam er im Alter von etwa sieben Jahren in die „Weißfrauenschule“, die damals in den Räumen des ehemaligen, 1912 abgerissenen Weißfrauenklosters untergebracht war, im Anschluss daran auf die „Katharinenschule“ in der „Alten Rothofstraße“. Seine Malkenntnisse waren nach autobiografischen Aufzeichnungen damals, etwa um 1830, schon ausreichend weit fortgeschritten, dass er für Grafikhändler Stiche und Lithografien gegen Geld handkolorieren konnte. Daneben bildete er sich sowohl autodidaktisch aus Büchern als auch beim Theatermaler Josef Meiler (1776–1835) fort. Nach dessen Tod lernte er bei dessen Nachfolger August Hoffmann (1807–1883), einem Schüler der Münchener Akademie, über den er schrieb, er habe ihm einen „großen Teil“ seiner „praktischen Ausbildung“, vor allem in Geometrie, Perspektive und Optik zu verdanken.

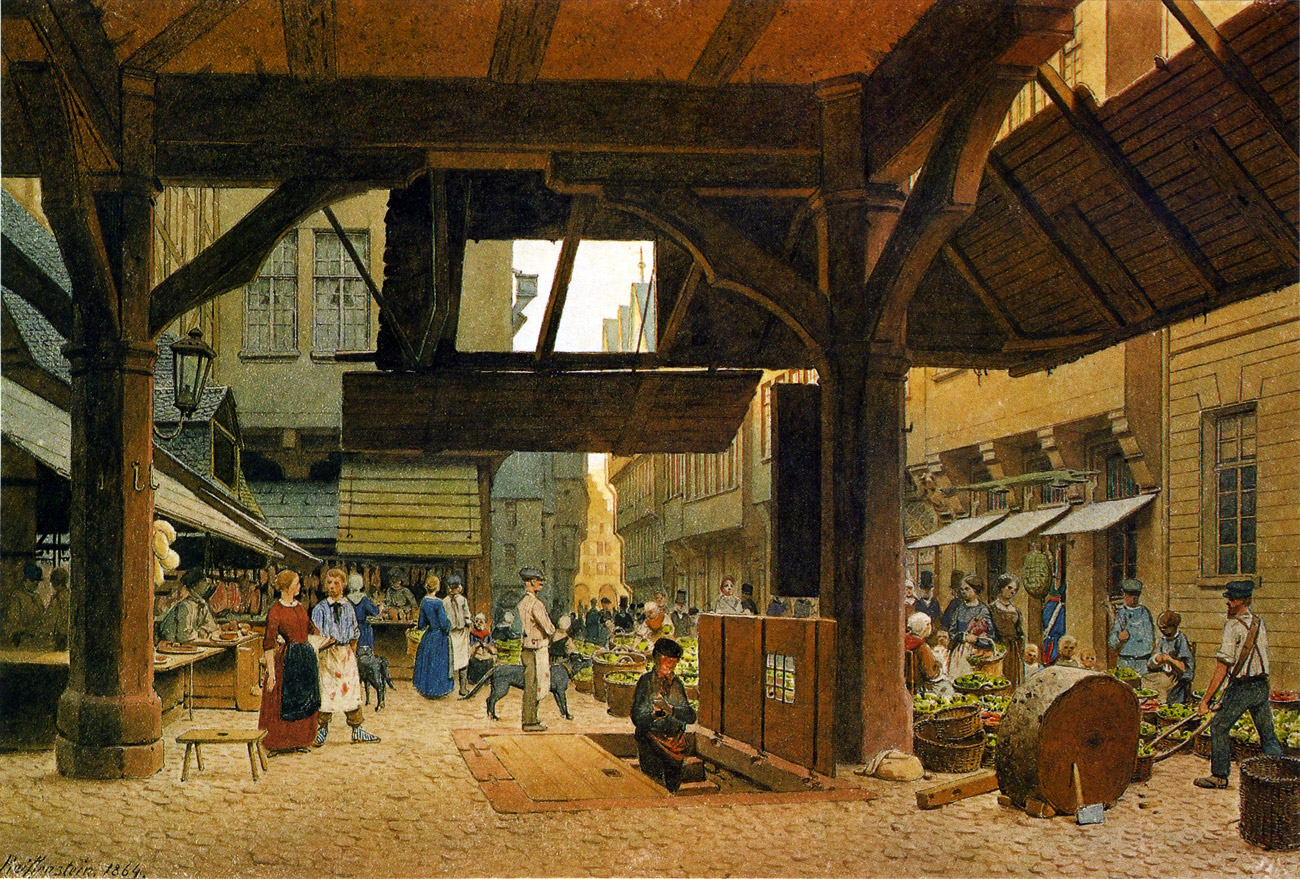
Blick aus der Schirn in den alten Markt (1864)
(Aquarell)

Als Dreizehnjähriger verließ Reiffenstein mit Erlaubnis seines Vaters vorzeitig die Schule und schrieb sich in der Städelschule unter Friedrich Maximilian Hessemer ein, zunächst mit dem Ziel, Architekt werden zu wollen. Hessemer war in Frankfurt offiziell als Professor der Baukunst tätig, schuf in den drei Jahrzehnten seiner Lehrtätigkeit (1830–1860) jedoch auch zahllose Architekturzeichnungen, was Reiffensteins spätere Neigungen stark beeinflusst haben dürfte. Erst unter Zureden seines ehemaligen Lehrers Hoffmann sowie des ebenfalls am Städel tätigen Heinrich von Rustige wechselte er 1843/1844 dann doch in das Fach der Malerei über. Unter Jakob Becker, in Anatomie auch unter Eduard Schmidt von der Launitz, wurde er nun Mitschüler unter anderem von Anton Burger und Philipp Rumpf.
Schon während seiner Lehrjahre sammelte Reiffenstein auswärts Motive, so 1839 im Odenwald und 1843 im Taunus und an der Lahn. Als er 1846 das Institut verließ, schlossen sich ausgedehntere Studienreisen an, die ihn zunächst nach Brüssel und Paris führten. 1848–1852 folgten Besuche im Harz, im Riesengebirge, in Böhmen, in der Schweiz und in Italien.

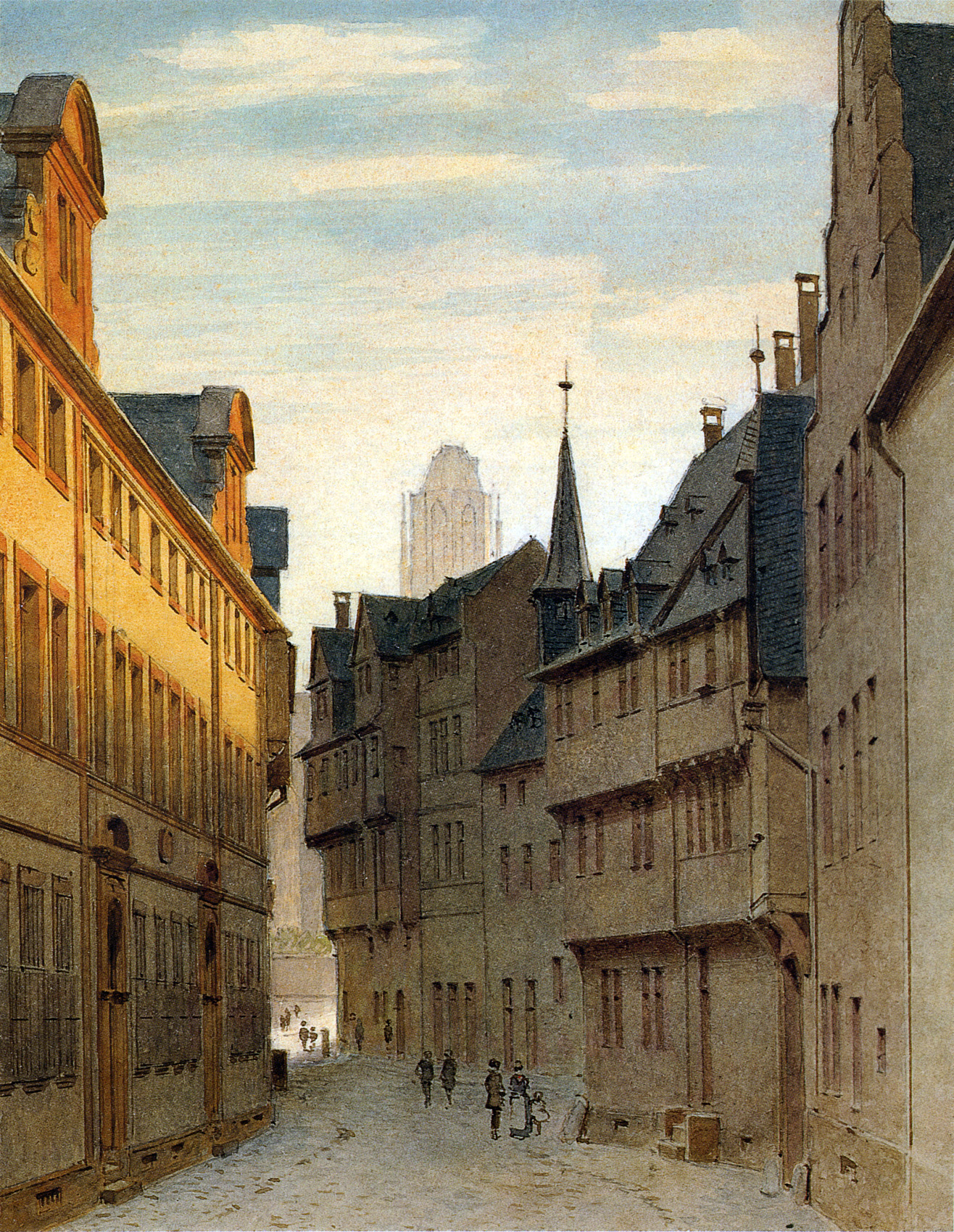
Predigergasse (1856)
(Aquarell)

Schon bald konnte er Erfolge feiern, die ihm ein Auskommen als Maler ermöglichten. 1845 wurde ihm auf der Weltausstellung in Brüssel eine Medaille verliehen, 1858 ernannte ihn der „Cercle artistique“ in Gent zu seinem korrespondierenden Mitglied. 1873 erhielt er auf der Weltausstellung in Wien abermals die Medaille für Kunst. Stimmungsvolle Landschaftsbilder brachten ihm den Beinamen eines „malenden Dichters“ ein. Aufträge erhielt Reiffenstein vor allem von Kunstfreunden aus dem ganzen Rhein-Main-Gebiet, aber auch aus dem Ausland: 1857 schuf er eine Serie von 17 Aquarellen aus dem Inneren und der Umgebung des Schlosses Waldleiningen sowie aus Amorbach für Königin Viktoria von England zum Andenken an ihren Stiefbruder, den Fürsten Karl von Leiningen.

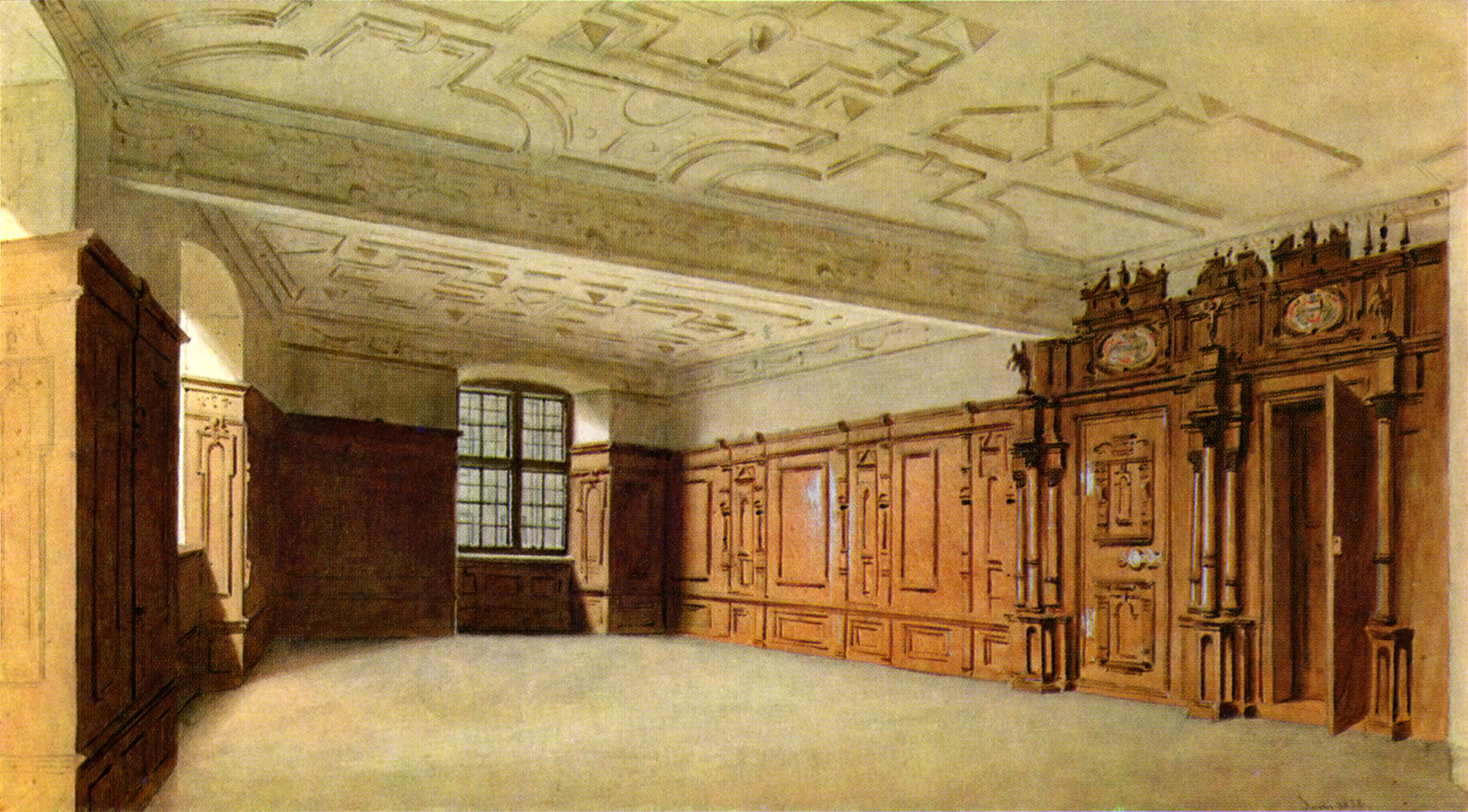
Rittersaal von Haus Fürsteneck (1853)
(Aquarell)

Über längere Jahre war Reiffenstein Vorstandsmitglied des „Vereins für Geschichte und Altertumskunde“ in seiner Vaterstadt. Hervorzuheben ist sein Einsatz für das Goethe-Haus: er entwarf nicht nur die bis heute unveränderte Marke des Freien Deutschen Hochstifts, das das Haus 1863 erwerben konnte, er stellte sich auch freiwillig als Kassenwart für Spenden und Beiträge zu seiner Wiederherstellung zur Verfügung. Zeitgenossen charakterisierten Reiffenstein als freundlichen, allzeit hilfsbereiten, gebildeten, jedoch in jeder Hinsicht konservativen Menschen. Als praktizierender Geiger bevorzugte er stets die „alten Meister“, Wagner und Chopin lehnte er strikt ab.
Spät heiratete er 1867 Karoline Natalie Manskopf, die einer bedeutenden alten Frankfurter Familie von Weinhändlern entstammte. Seine Frau half ihm in den über 25 Jahren Ehe stets bei der Arbeit, vor allem der Katalogisierung seines sehr fruchtbaren Schaffens. Die Ehe blieb kinderlos. Nach dem Tod seiner Frau am 11. März 1892 traf Reiffenstein ein leichter Schlaganfall, der die rechte Körperhälfte lähmte. Nach leichter Besserung erkrankte er an einer Nierenschrumpfung, zu der dann eine Influenza hinzutrat. Er starb am 6. Dezember 1893 und wurde auf dem Frankfurter Hauptfriedhof begraben, das Grab liegt in Gewann G 372. Zum Gedenken an ihn ist ein Platz in der Frankfurter Innenstadt nach ihm benannt.

## Werk

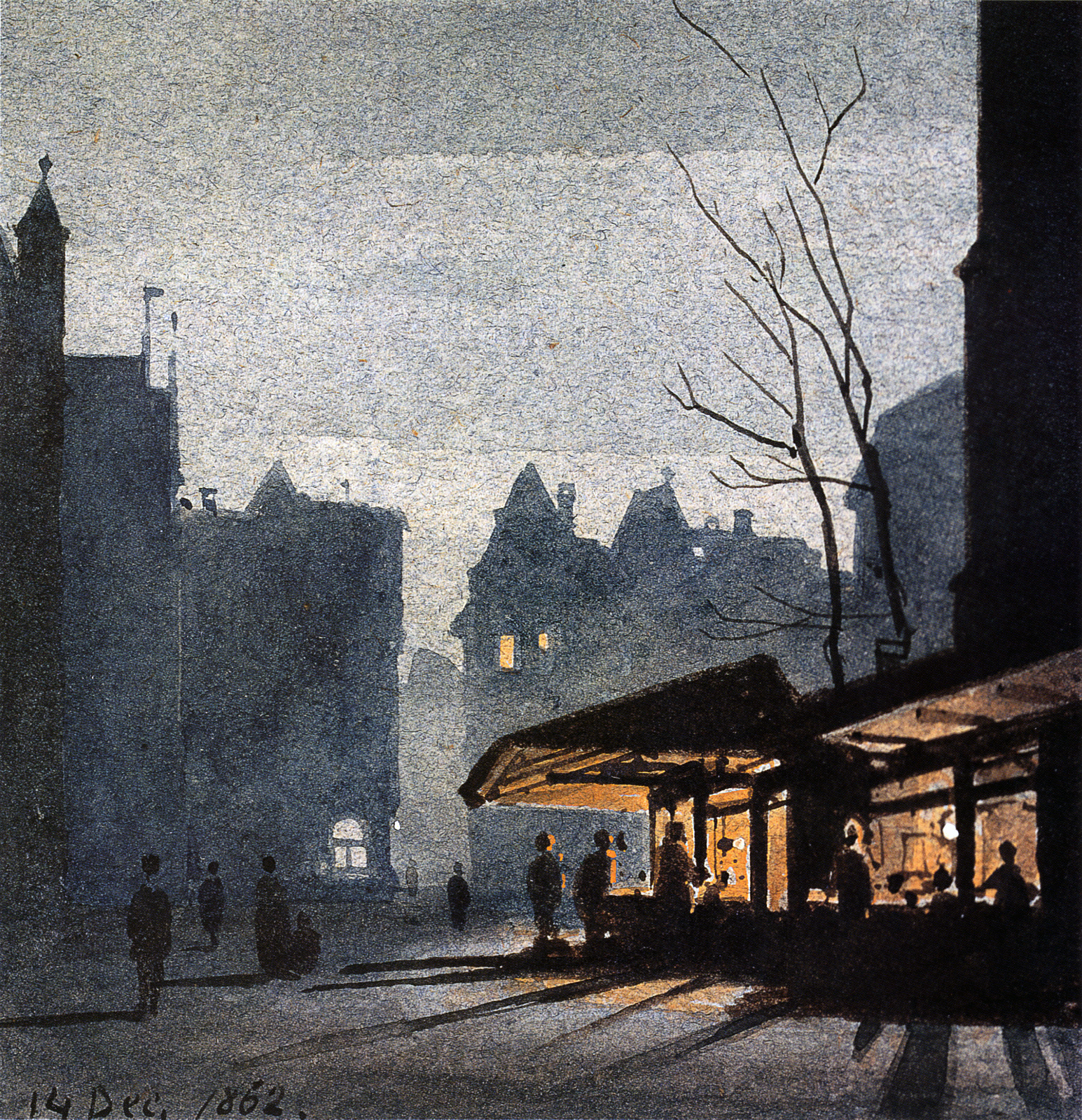
Weihnachtsmarkt am Dom (1862)
(Aquarell)

Das Œuvre Reiffensteins ist vor allem aufgrund der breiten Streuung in Privatbesitz nahezu unüberschaubar, mit Sicherheit schuf er weit über 2.000 Aquarelle, Zeichnungen und auch einige Ölbilder; ein Schulfreund Reiffensteins, der spätere Stadtrat Gottfried Beck, sprach, die ebenso reichlich erhaltenen Studienblätter und Skizzen mit eingerechnet, gar von 10.000 Werken. Sie befinden sich heute neben zahllosen Privatbesitzern vor allem im Historischen Museum Frankfurt und dem Städelschen Kunstinstitut (bei letzterem neben zahlreichen Werken alleine 43 Bände Studien). Neben einigen Landschafts- und Naturszenen mit dem Schwerpunkt Hessen, wenige auch inspiriert von seinen Reisen ins Ausland oder angereichert mit Elementen der Genremalerei, hatte seine Arbeit vor allem ein zentrales Sujet: die Dokumentation einer von Veränderung bedrohten Welt.

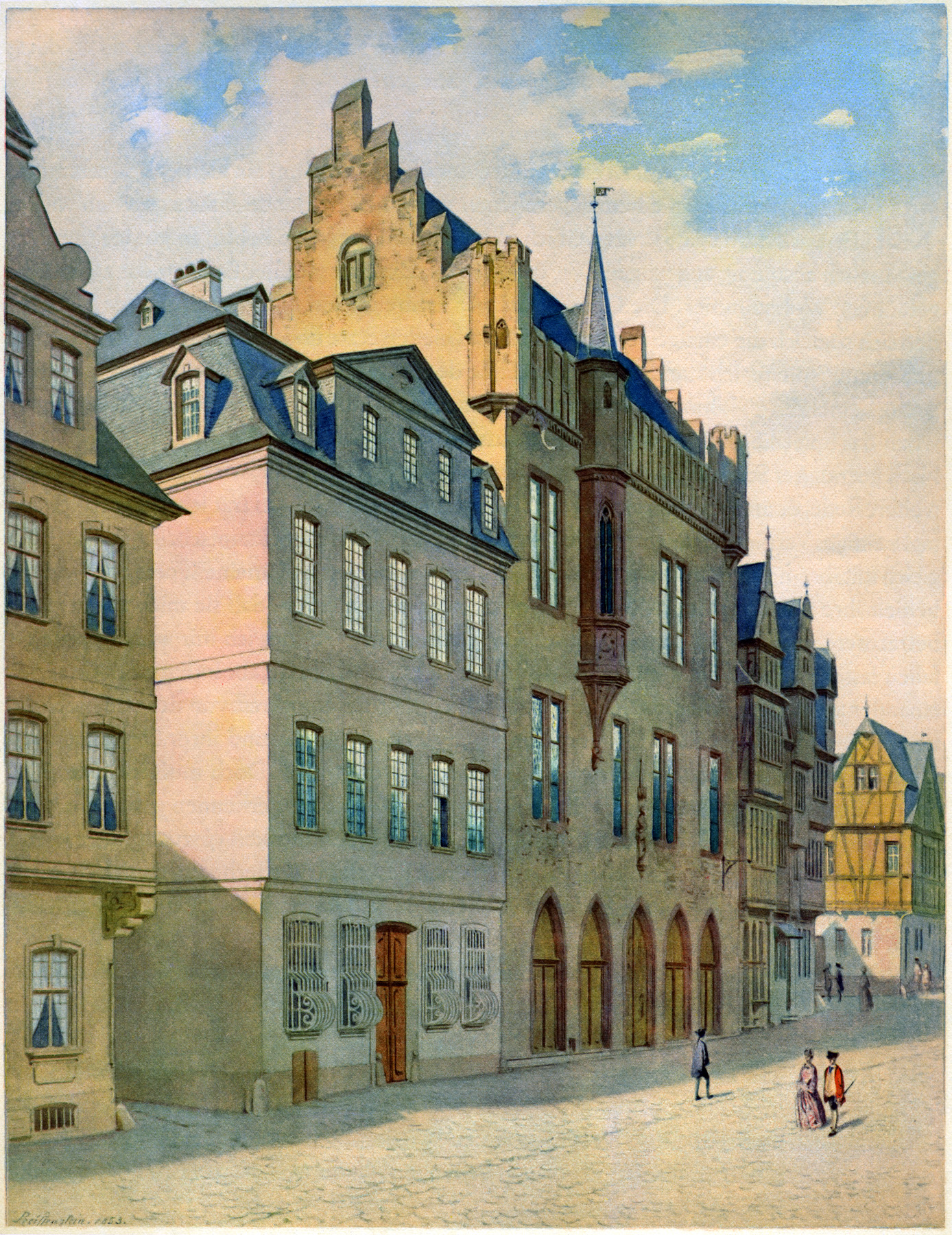
Das Schönemannsche Haus auf dem Großen Kornmarkt (1853, Rekonstruktion eines Zustands vor 1789)
(Aquarell)

Zu Beginn von Reiffensteins künstlerischem Schaffen befand sich Frankfurt am Main gerade an der Schwelle zu einer Zeitenwende. Die Stadt dehnte sich in die neuen, außerhalb der mittelalterlichen Stadtmauern gelegenen Stadtviertel aus, während in der Altstadt viele traditionsreiche Baudenkmäler verschwanden. Reiffenstein bedauerte nicht nur den Verlust dieser „wahrhaften Schönheiten“, sondern beobachtete auch, wie sehr sich dadurch die Sitten und Lebensgewohnheiten der Bewohner wandelten: um 1830 erhielten die Häuser der Altstadt Wasserleitungen, und es wurde aus hygienischen Gründen verboten, Vieh in der engen Altstadt zu halten und zu schlachten. Diese Veränderungen empfand er als einen Verlust von Einfachheit und Natürlichkeit des Stadtlebens.
Ähnlich dem ab ungefähr Mitte der 1850er Jahre tätigen Fotografen Carl Friedrich Mylius zeichnete er unermüdlich die alten Gassen, Plätze, Brunnen, Tore und Bürgerhäuser, oftmals nur Tage, bevor sie Neubauten und Straßendurchbrüchen weichen mussten. In späteren Werken fällt auf, dass er die Straßenszenen gerne gemäß seiner Idealvorstellung, also vor allem im Zustand der Jahre seiner Kindheit in den 1820er und 1830er Jahren wiedergab. Wo Umbauten historische Bauten bereits zerstört hatten, griff er auf alle ihm zur Verfügung stehenden Quellen zurück, um diese in ihrem teils schon Jahrhunderte zurückliegenden „Originalzustand“ bildlich zu rekonstruieren. Dies gelang aus heutiger Sicht oft, aber nicht immer, ist jedoch von teils hohem dokumentarischen Wert, da er sich wohl nicht selten auf Augenzeugenberichte älterer Bürger oder heute nicht mehr vorhandene Abbildungen stützen konnte.
Bemerkenswert ist, dass er keine Darstellungen der großen Plätze Frankfurts hinterließ oder der gefeierten Neubauten, wie des rekonstruierten Doms oder des Opernhauses. Ersteren zeigte er – konsequent seinen vorgenannten Idealen folgend – selbst in seinem Spätwerk stets in dem Zustand, in dem ihn das Mittelalter mit unvollendeter Kuppel hinterlassen hatte, so etwa auf einem seiner letzten Ölbilder aus dem Jahre 1881, in dem der Blick vom Stadtwald auf die in der Ferne aufragende Kirche gerichtet ist.

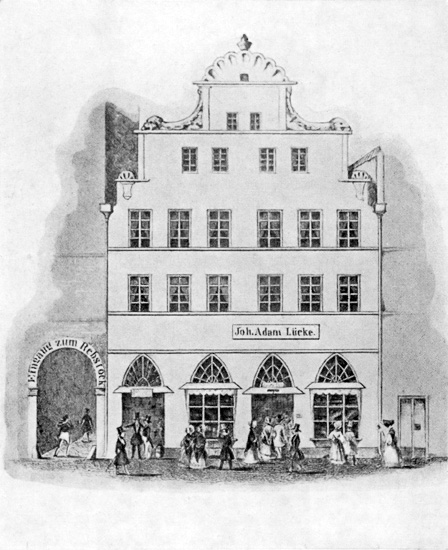
Haus Markt 6 vor dem Umbau, eine typische Architekturnotiz Reiffensteins, vor 1877
(Zeichnung)

Ein seinem primären Schaffen entsprungenes, topografisch aufgebautes Werk von sieben Bänden, die „Sammlung Frankfurter Ansichten“, mit alleine 1.692 Bildern und 2.600 Seiten umfangreicher Notizen zu Details, Besitzern, vermutetem Alter und Veränderungen von Gebäuden der gesamten Altstadt, vermachte Reiffenstein gegen die Zahlung einer lebenslangen Leibrente 1876 dem Historischen Museum Frankfurt. Für dessen Ausstellung Alles verschwindet! Carl Theodor Reiffenstein (1820 – 1893) – Bildchronist des alten Frankfurt erfuhr es im Jahr 2022 eine vollständige Digitalisierung sowie eine Transkription des handschriftlichen Teils und steht seitdem dauerhaft online der Öffentlichkeit zur Verfügung. Es diente bereits zuvor Dutzenden Veröffentlichungen über Frankfurt als Grundlage, war aber durch den handschriftlichen Charakter selbst der Wissenschaft in den letzten 150 Jahren nur schwer zugänglich. Daneben hinterließ Reiffenstein auch historisierende Illustrationen, zum Beispiel in den Bildern zu Goethes Dichtung und Wahrheit.

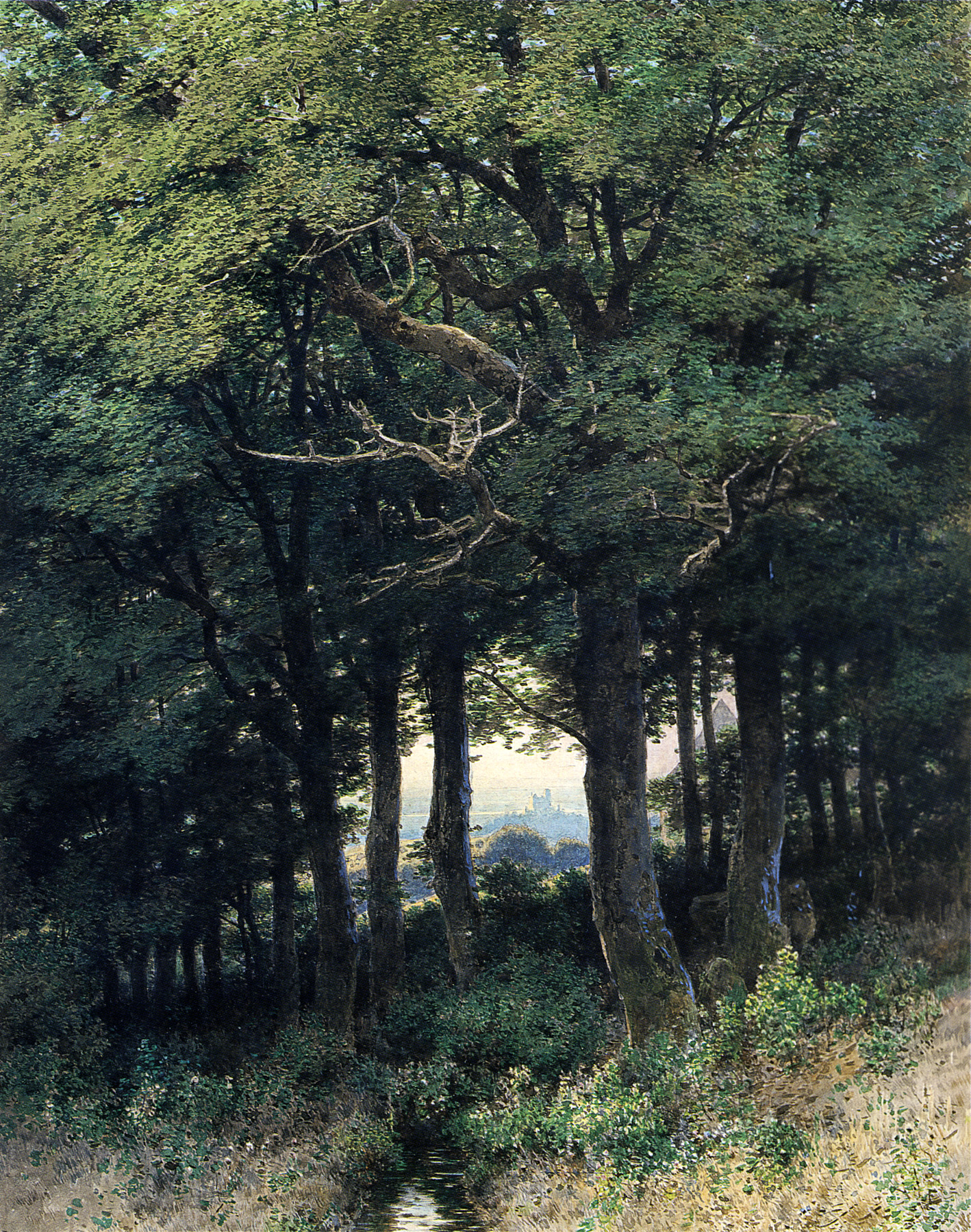
Eichenwald bei Alzenau / Spessart (1881)
(Aquarell)

Stilistisch zeigt sich in seinen frühen selbständigen Arbeiten der Einfluss der Düsseldorfer romantischen Malerschule, vor allem von Carl Friedrich Lessing und Alfred Rethel, die beide in den 1830er Jahren in Frankfurt wirkten (unter anderem an den Bildern des Kaisersaals des Römers). Auch dass seine Lehrmeister am Städel dort entweder ausgebildet wurden (Jakob Becker, Heinrich von Rustige) oder sogar parallel als Dozenten tätig waren (Eduard Schmidt von der Launitz), dürfte einen erheblichen Anteil beigesteuert haben. Darüber hinaus gehörte Reiffenstein, ebenfalls aufgrund seiner akademischen Prägung und dem Werdegang seiner Kommilitonen, ein Leben lang zum Freundeskreis der Kronberger Malerkolonie.
Seine in den 1840er Jahren vollendete Malweise, die den für die Zeit typischen akademischen Realismus einerseits, die romantischen Einflüsse andererseits miteinander verband, hat er in den über vier Jahrzehnten seines Schaffens weder verlassen noch nennenswert weiterentwickelt. Seine Darstellungen zeichnen sich bis auf wenige Ausnahmen durch außerordentliche Genauigkeit im Detail aus, vor allem was Maßstäblichkeit und Lichtverhältnisse betrifft.
Andererseits sind seine Bilder, obwohl die Architektur das durchweg dominierende Objekt seines Schaffens war, nie kalt und dokumentarisch, sondern fast immer in das Licht einer auf- oder untergehenden Sonne getaucht und von großer, anfänglich jedoch oft etwas schwerer Farbigkeit. Erst im Spätwerk, vor allem nach der Kontaktaufnahme und den Reisen in das französischsprachige Ausland, kommt es in letzterer Hinsicht zu einer gewissen Aufhellung. Die Stadtbilder werden stets durch reiche Ausschmückung mit Staffage von Leben erfüllt.